# Loud 'n' Proud
„Loud 'n' Proud“ е четвъртият студиен албум на шотландската рок група Nazareth, и първият от двата, които издават през 1974 г. (другият е „Rampant“). Албумът е продуциран от басиста на Deep Purple Роджър Глоувър.

### Бонус песни
В ремастерираното CD са включени три бонус песни и допълнителни бележки.
1. „This Flight Tonight“ – 3:24 (Джони Мичъл) версия за САЩ
2. „Go Down Fighting“ – 3:05 версия за САЩ
3. „The Ballad Of Hollis Brown“ – 5:10 (Боб Дилън) алтернативна версия

## Състав
- Дан МакКафърти – вокал
- Мануел Чарлтън (Мани Чарлтън) – слайд и акустична китара, беквокали
- Пит Агню – бас, беквокали
- Дарел Суит – барабани, перкусия, беквокали
- Роджър Глоувър – продуцент, бас, перкусия (на песен № 5)